# Williamsburgh Savings Bank Tower

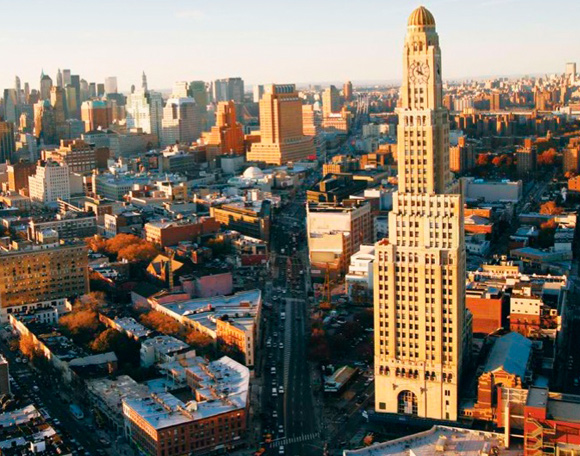
El edificio se eleva sobre Downtown Brooklyn.

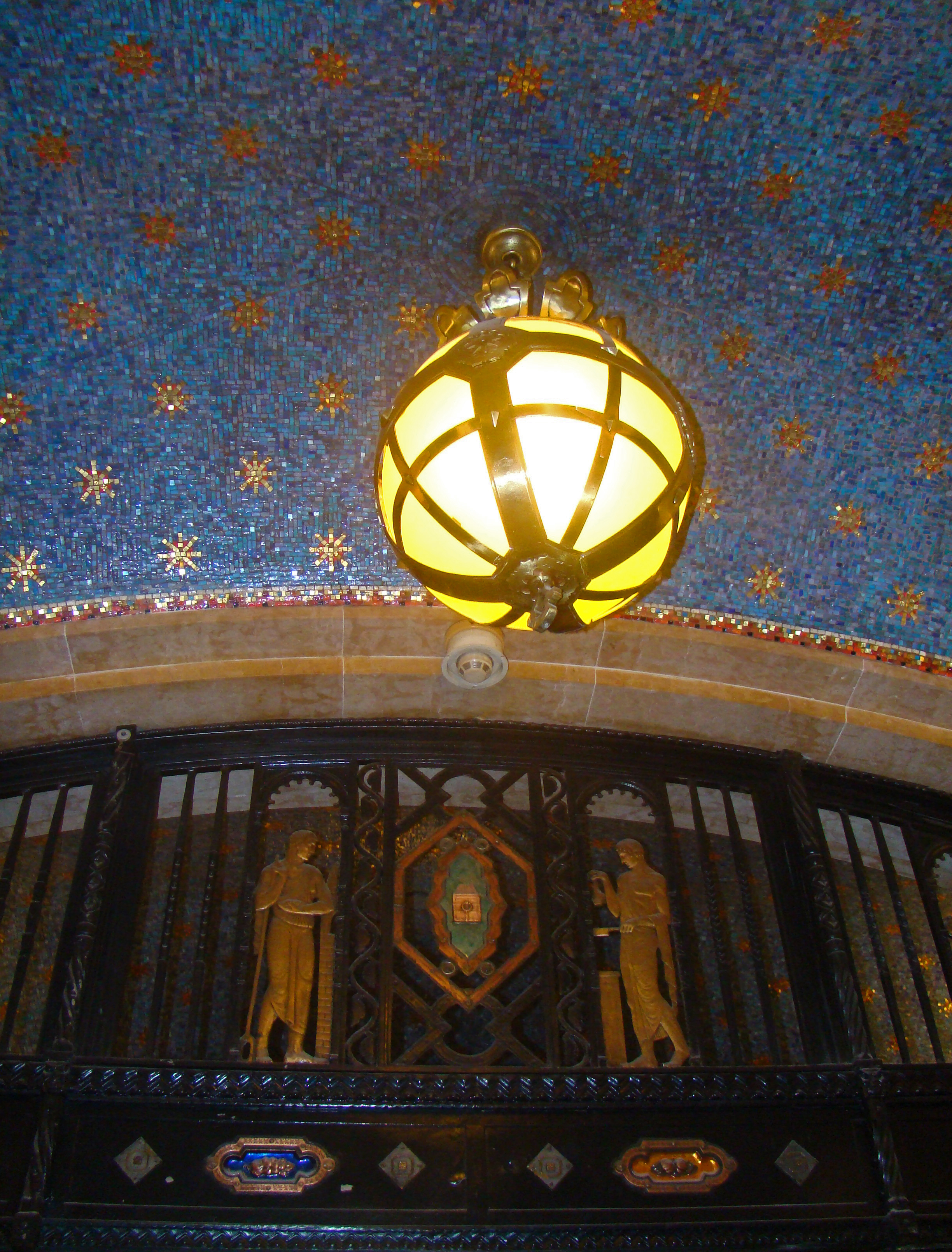
Los ricos colores de los mosaicos y la herrería de Chambellan en el vestíbulo.

La Williamsburgh Savings Bank Tower, situada en el 1 Hanson Place, entre Ashland Place y St. Felix Street, en Brooklyn, Nueva York, es uno de los edificios más emblemáticos de este borough. Con 156 metros de altura y 37 plantas, fue el edificio más alto del borough durante muchos años,  hasta que fue sobrepasado por el Brooklyner. Es una de las torres del reloj con cuatro lados más altas del mundo. Las caras de este reloj, de cinco metros de diámetro, fueron las más grandes del mundo cuando se instalaron. Entre 2007 y 2008, el edificio se transformó en apartamentos de lujo con el nombre 1 Hanson Place.

## Historia
Fue construido entre 1927 y 1929 para ser la nueva sede del Williamsburgh Savings Bank y diseñado por el estudio de arquitectura Halsey, McCormack and Helmer. Posteriormente, pasó a ser propiedad de la matriz del banco, Republic National Bank, y luego, gracias a una fusión, de HSBC, que desde entonces se ha trasladado al 118 Flatbush Avenue, al otro lado de la calle. Durante años el edificio contenía sobre todo consultas de dentistas; el New York Daily News lo llamó The Mecca of Dentistry ("La Meca de la odontología").
El exterior del edificio se declaró Monumento de Nueva York en 1977, y el interior en 1996. La sustitución de las ventanas provocó una demanda de la Comisión de Protección de los Monumentos, que obligó a restaurar el aspecto original de las ventanas.
En 2005, se creó Skylight Group One Hanson, junto con Canyon Capital Realty Advisers, para restaurar la antigua Williamsburgh Savings Bank Tower. Situado en uno de los edificios más famosos de Brooklyn, el espacio para eventos Skylight One Hanson se compone del patio de operaciones de estilo Beaux-Arts y la bóveda de estilo art déco. Durante la restauración del edificio, se conservaron sus plantas de mármol, los cajeros tallados, el techo abovedado de 19 metros y el mosaico de 12 metros de Nueva York cuando era una colonia holandesa. Al mismo tiempo, Magic Johnson convirtió el edificio a apartamentos de lujo entre 2006 y 2007. Actualmente, la torre alberga 176 apartamentos con 138 distribuciones diferentes, desde estudios de 27 m² hasta pisos de 303 m² con cuatro dormitorios que ocupan toda una planta. En 2008 CJ Follini y Noyack Medical Partners compraron la parte de oficinas del edificio.

## Arquitectura
El edificio, construido en estilo neobizantino-neorrománico modernizado, está situado en el 1 de Hanson Place, en la esquina de Ashland Place, cerca de Times Plaza (la intersección de las avenidas Atlantic, Flatbush y la Cuarta Avenida), el centro comercial Atlantic Terminal, la estación Atlantic Terminal del LIRR y el Barclays Center. Pese a su nombre, está en el barrio Fort Greene/Pacific Park de Brooklyn en lugar de Williamsburg (sin la h), donde se sitúa la sede original del banco, diseñada por George B. Post. El proyecto de los arquitectos del nuevo edificio no incluía la cúpula neorrenacentista en su cima, pero el banco consideró instalar una cúpula como la de su sede original para que fuera su seña de identidad e insistió en que se añadiera (el arquitecto principal Robert Helmer afirmó: "La cúpula fue exigida por el Banco en contra de nuestras protestas") con el posterior resultado fálico: la AIA Guide to New York City lo llama "el símbolo fálico más exuberante de Nueva York."
La torre tiene un gran patio de operaciones abovedado, de 19 m de altura, uno de los interiores más famosos de Nueva York, revestido con caliza y mármol, que tiene mosaicos y enormes ventanas tintadas con siluetas de hierro de trabajadores, estudiantes... Encima de él había dos plantas de oficinas del banco. El resto del rascacielos contenía oficinas de alquiler. El exterior del edificio está equilibrado pero no es simétrico, se caracteriza por retranqueos escalonados y está construido de ladrillos de color beige y terracota.
En el exterior un friso pulido a la altura del hombro, revestido con granito de Minesota, presenta una reluciente superficie al peatón que pasa cerca de él y ofrece una discreta inscripción cerca de una esquina:

TO OUR DEPOSITORS PAST AND PRESENT THIS BUILDING IS DEDICATED. BY THEIR INDUSTRY AND THRIFT THEY HAVE BUILT HOMES AND EDUCATED CHILDREN, OPENED THE DOOR OF OPPORTUNITY TO YOUTH AND MADE AGE COMFORTABLE INDEPENDENT AND DIGNIFIED. BY THOSE STURDY VIRTUES THEY HAVE OBTAINED THEIR AMBITIONS, SWEPT ASIDE THE PETTY DISTINCTIONS OF CLASS AND BIRTH AND SO MAINTAINED THE TRUE SPIRIT OF AMERICAN DEMOCRACY
ESTE EDIFICIO ESTÁ DEDICADO A NUESTROS DEPOSITANTES ANTIGUOS Y ACTUALES. CON SU INDUSTRIA Y AHORRO HAN CONSTRUIDO CASAS, HAN EDUCADO A LOS NIÑOS, HAN ABIERTO LA PUERTA DE LA OPORTUNIDAD A LOS JÓVENES Y HAN HECHO LA EDAD CÓMODA, AUTÓNOMA Y DIGNA. CON ESTAS ROBUSTAS VIRTUDES HAN CONSEGUIDO SUS AMBICIONES, ELIMINADO LAS MEZQUINAS DISTINCIONES DE CLASES Y HAN CREADO Y MANTENIDO EL VERDADERO ESPÍTITU DE LA DEMOCRACIA AMERICANA

Los detalles tallados alrededor de las ventanas son simbólicos, en la línea de la architecture parlante. Hablan de los valores de ahorro con colmenas de abejas, ardillas que almacenan nueces, la cabeza de Mercurio (dios del comercio), búhos sabios y leones sentados cuyas patas protegen la caja de seguridad del banco, que tiene el monograma del banco en su mango. Encima, incrustados en el muro de sillería, hay bajorrelieves cuadrados, uno en la derecha de un ladrón, que el depositante supondría que sería frustrado por las enormes puertas de sesenta toneladas del sótano,
El arquitecto principal Helmer escribió en el momento de la inauguración del edificio que quería que el edificio "se considerara una catedral dedicada al fomento del ahorro y la prosperidad." En el interior, el techo abovedado del vestíbulo, que tiene forma de nártex, está decorado con mosaicos de teselas cuyo color varía del azul grisáceo al más intenso turquesa y ultramarino. Las puertas de cristal con pantallas de hierro, forjadas por René Chambellan, que representan a los comercios artesanales, dan al gran patio de operaciones de caliza, que tiene una longitud de 39 metros. Tiene una nave central dividida de las dos naves laterales por columnas románicas con capiteles de piedra artificial. Los frisos tallados a la manera de los Magistri Comacini, con relieves en dos planos, contienen rollos vegetales con animales y figuras humnas, y aligeran los muros de albañilería. El techo abovedado brilla con sus mosaicos de teselas de pan de oro, que tienen estrellas incrustadas que representan las constelaciones del zodíaco. El suelo es de varios mármoles de color, a la manera de los cosmatescos. En un extremo hay un enorme panel que ofrece una vista de pájaro de Breuckelen con Manhattan en la distancia y la Williamsburgh Savings Bank Tower iluminada con un rayo de sol.
El edificio tiene una cúpula de cobre dorado; leones, tortugas y pájaros esculpidos en el exterior; y un patio de operaciones de mármol en la planta baja con techos abovedados de 19 m, ventanas de 12 m y mosaicos elaborados. También tiene dos miradores públicos abandonados con letreros que describen la Batalla de Brooklyn.

## En la cultura popular
El escritor Jonathan Ames propuso un concurso de "edificio más fálico" después de un artículo que escribió para la revista Slate, en el que afirmó que la torre era el edificio más fálico que había visto. El personaje del mismo nombre en su serie de televisión Bored to Death se traslada al edificio en la tercera temporada.
La torre o su interior han aparecido en la película Prizzi's Honor, el vídeo musical "Empire State of Mind", y las series de televisión Pan Am, Ley y Orden, Bored to Death, White Collar, Gossip Girl y Boardwalk Empire.

## Galería de imágenes

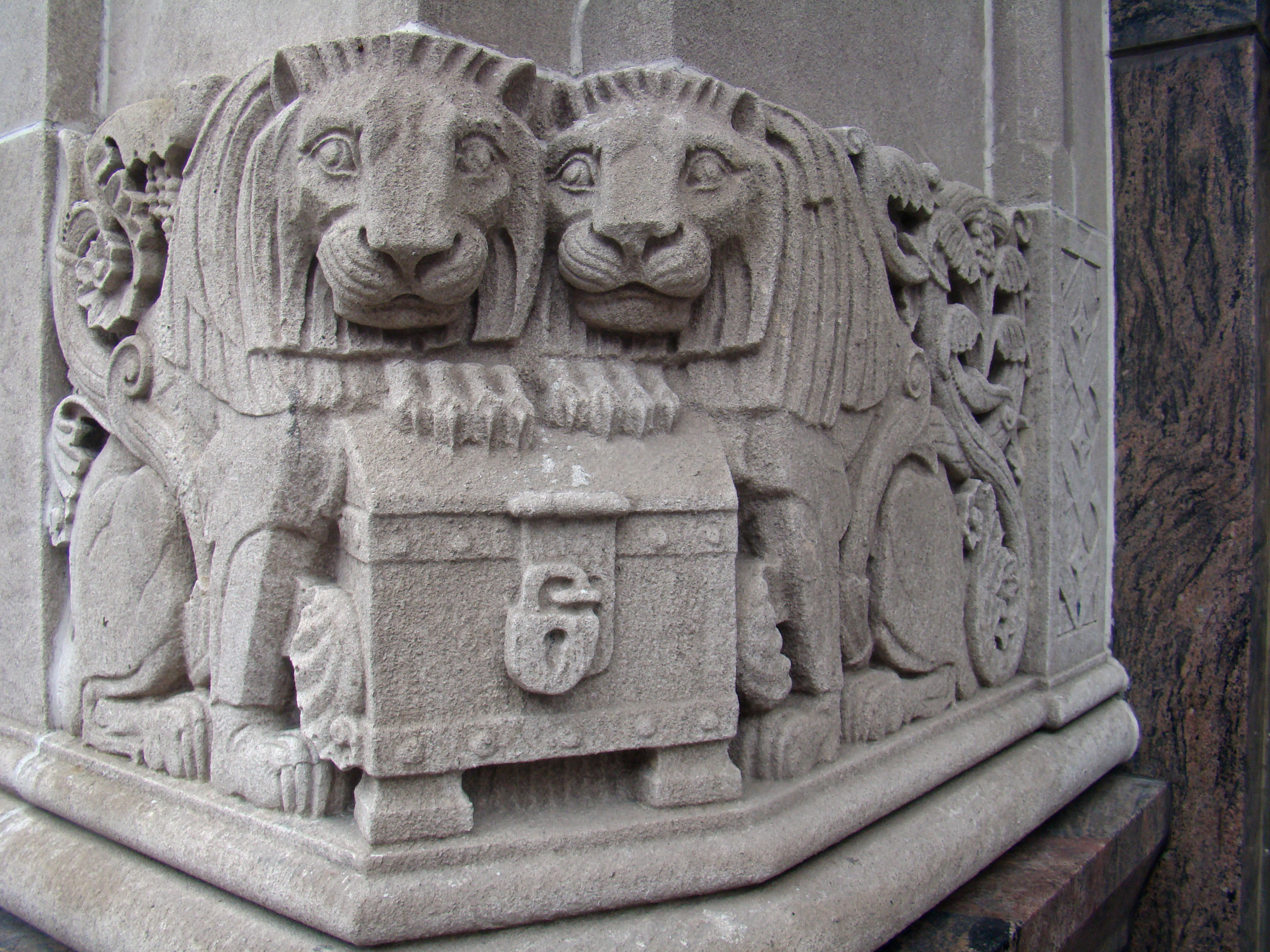
Los leones que custodian la puerta.
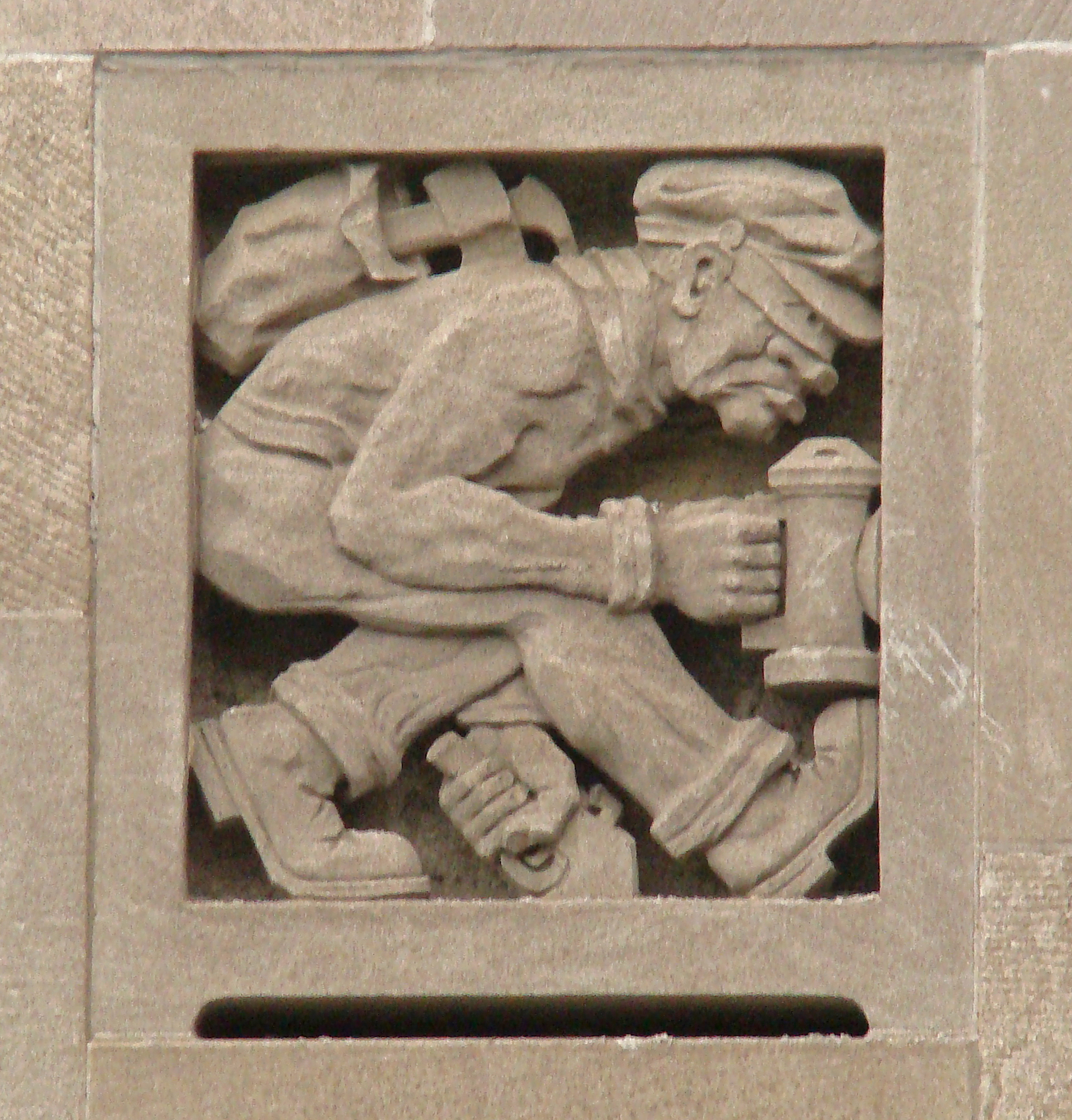
Un ladrón tallado en la fachada.
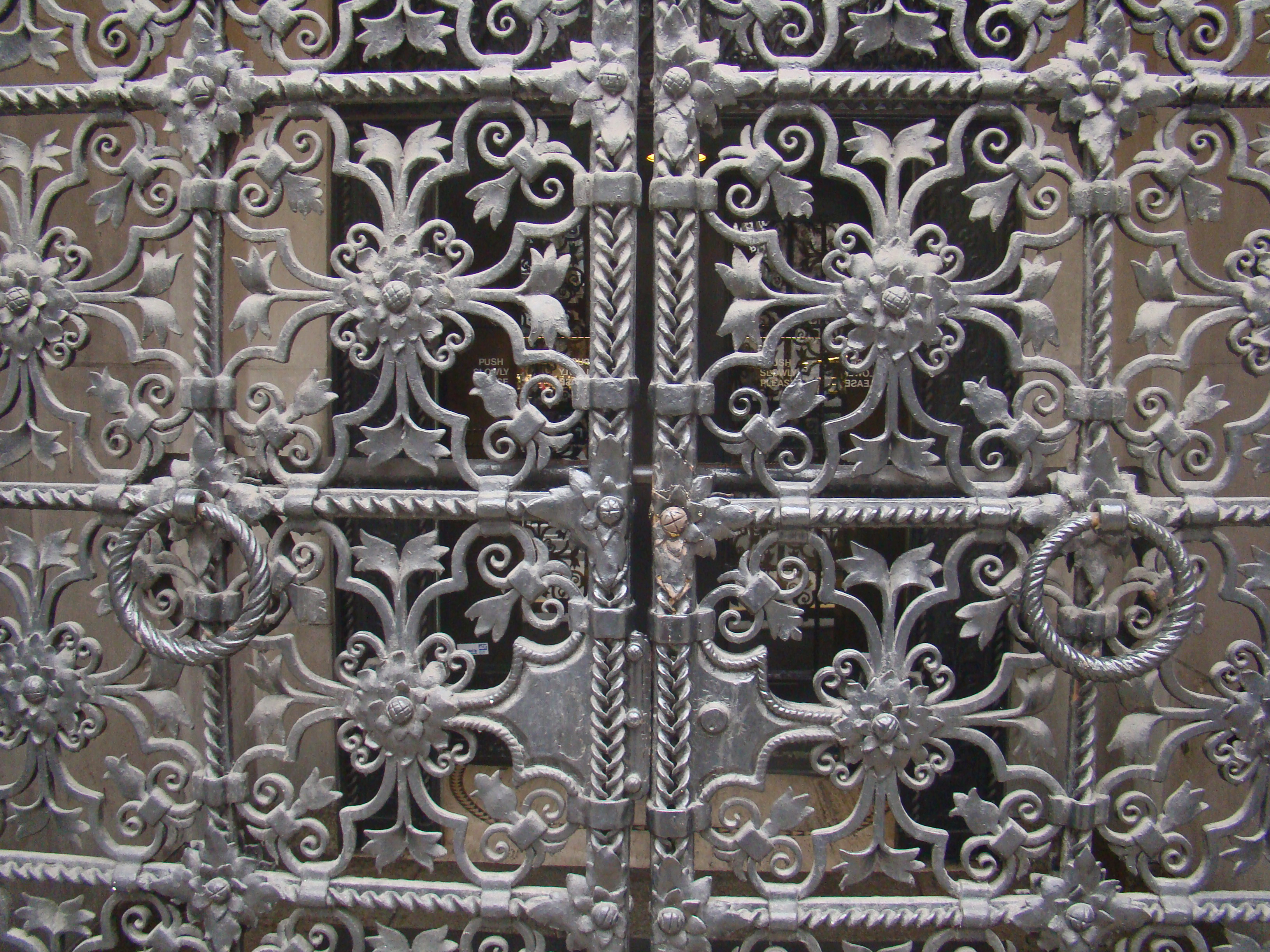
Las puertas de hierro forjado de Rene Chambellan.
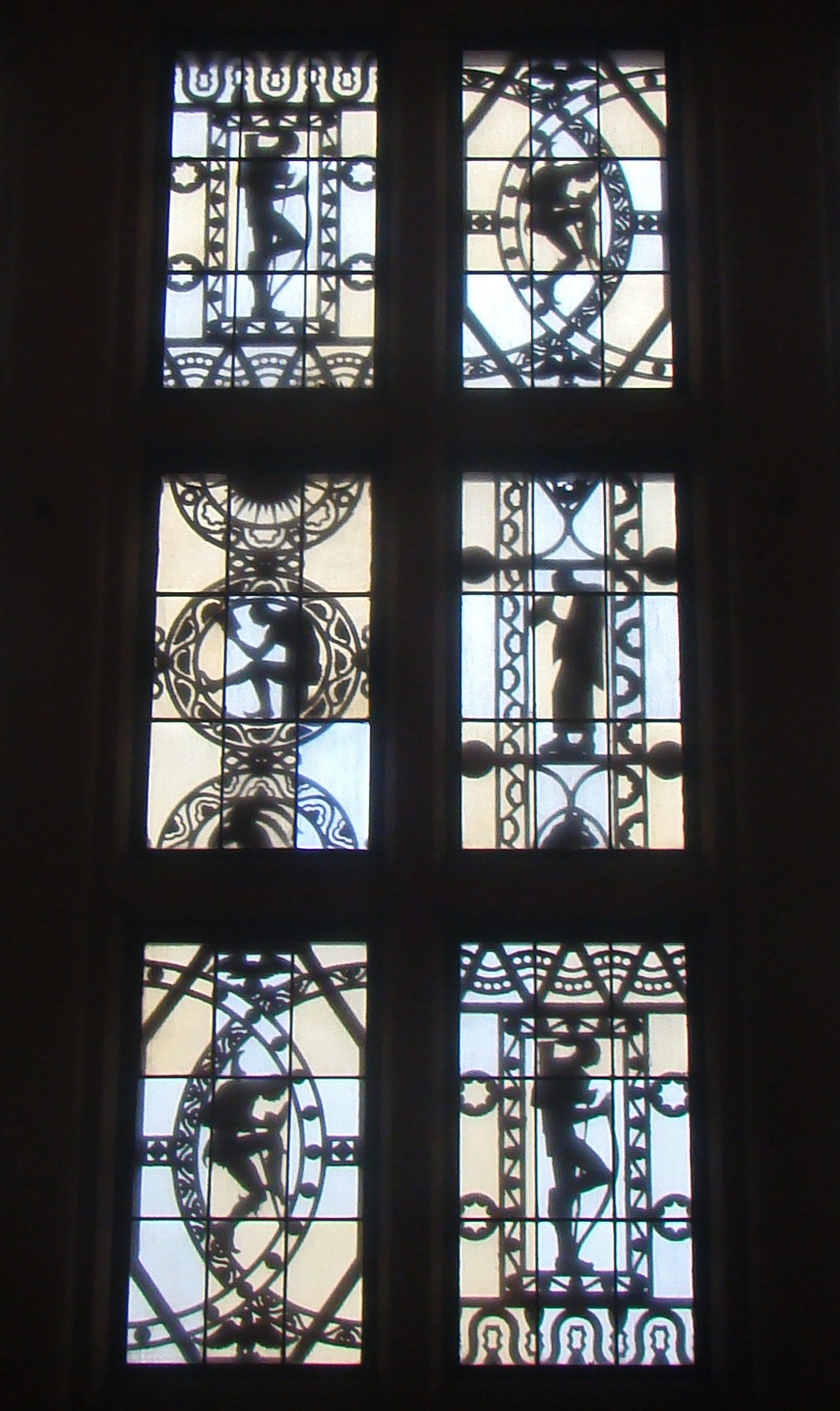
Las siluetas de metal de las ventanas de Rene Chambellan.
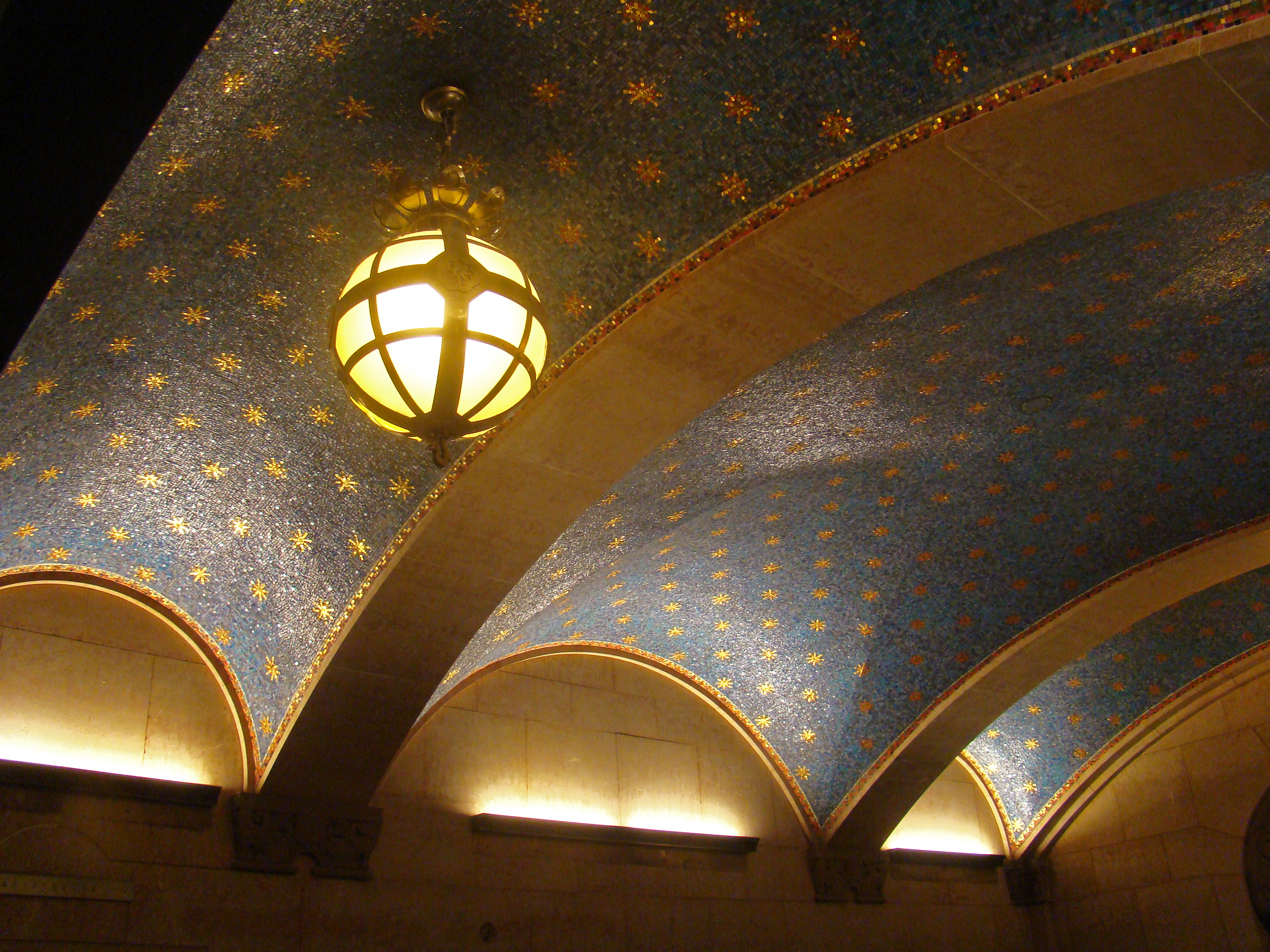
Una de las lámparas con forma de globo y los mosaicos del vestíbulo.
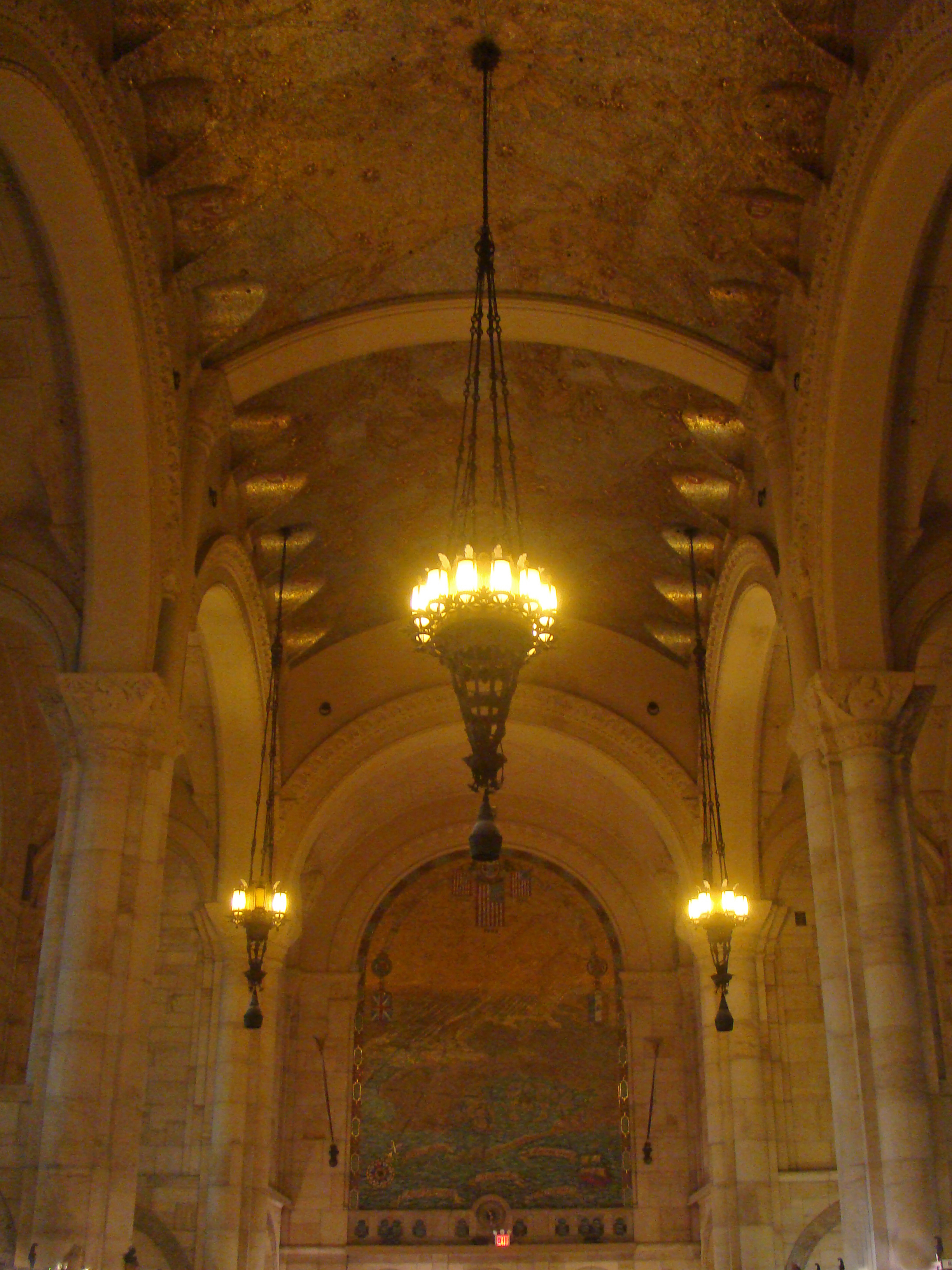
El interior con el mosaico de Breuckelen.
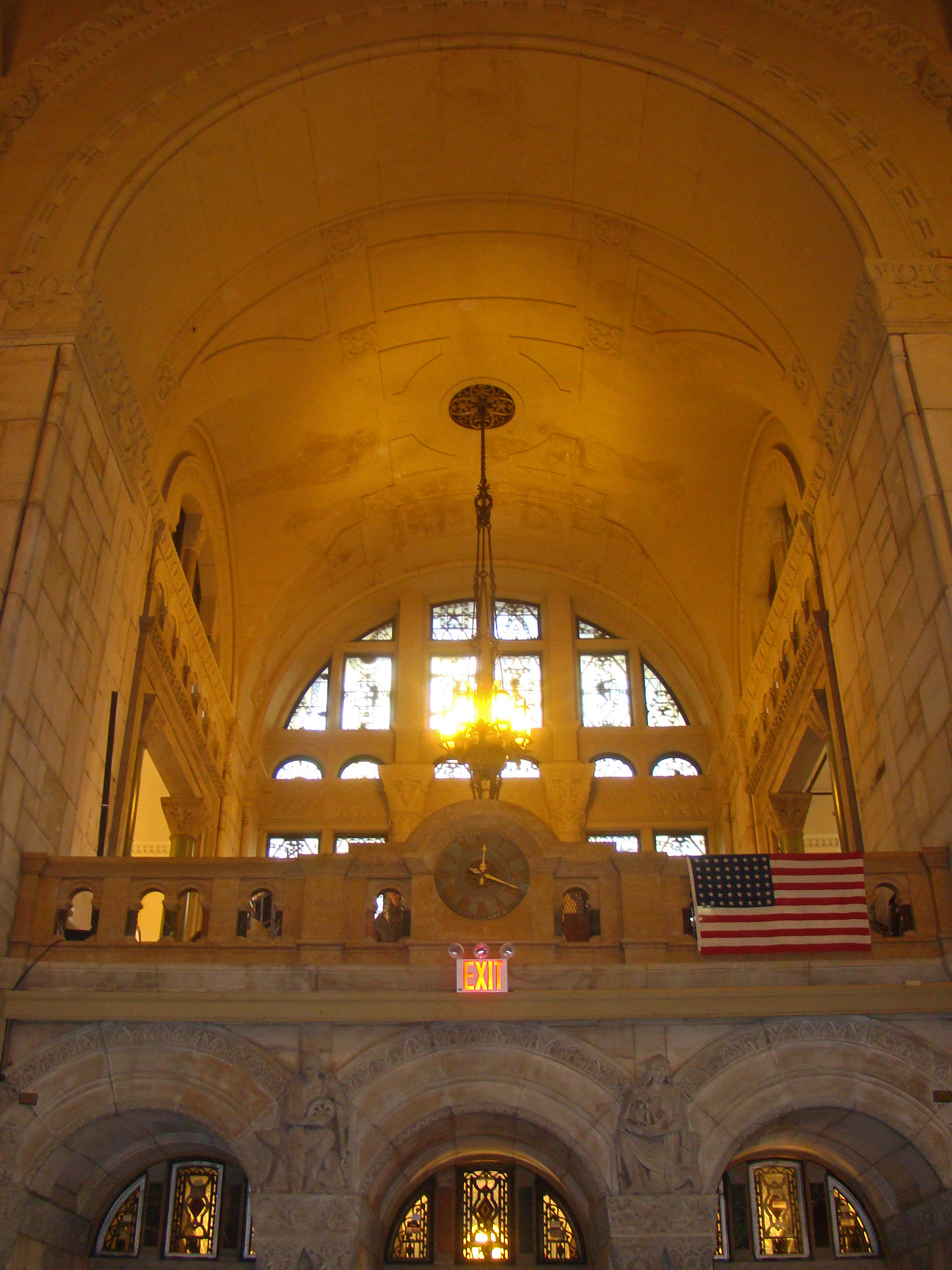
El entresuelo.
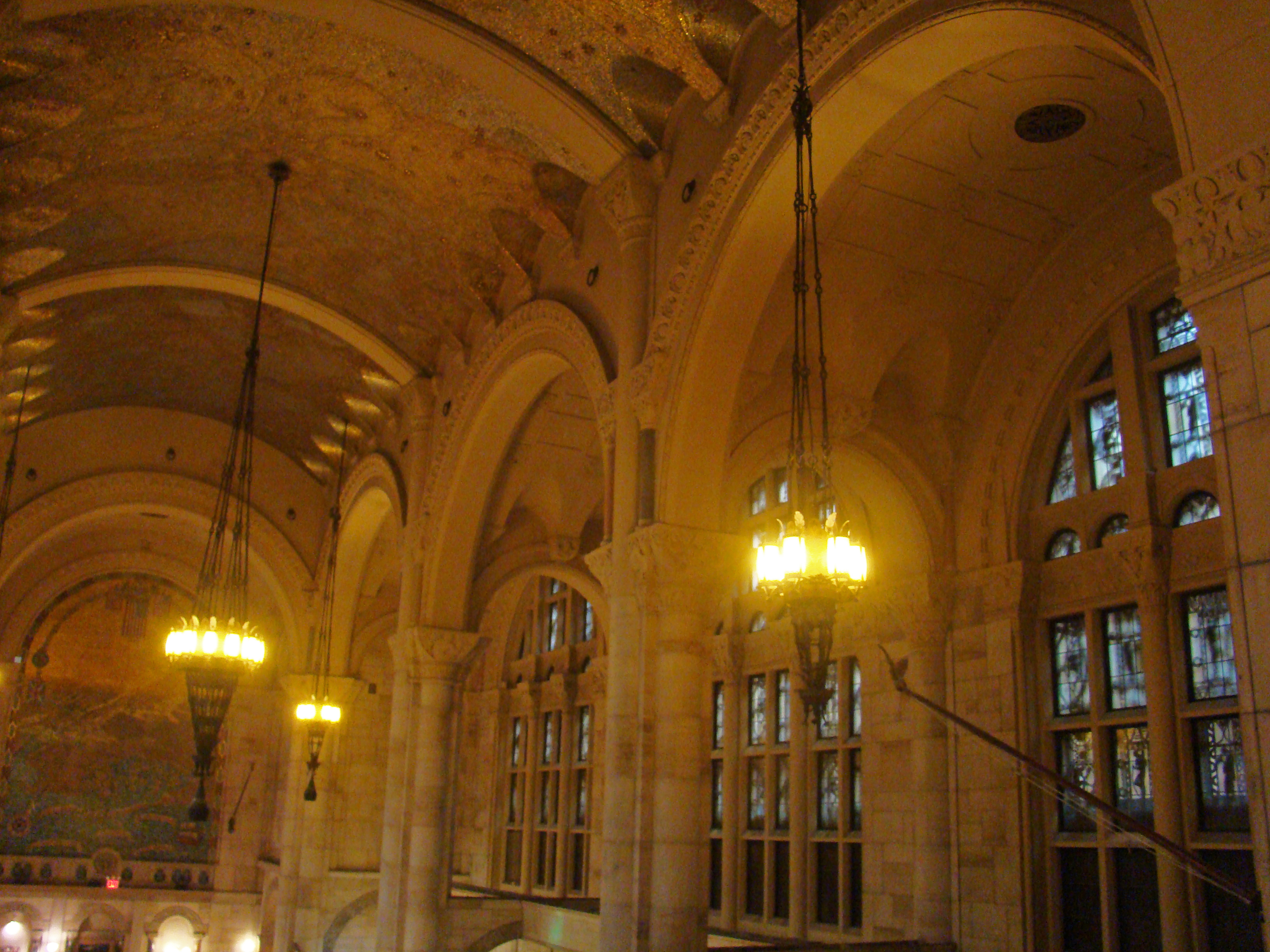
Columnas románicas y mosaicos de la bóveda.